# Myst : Le Livre de Ti'ana
Myst : Le Livre de Ti'ana (ou Myst 2 : Le Livre de Ti'ana, Myst: the Book of Ti'ana en version originale) est un roman de science-fiction paru en 1996. Il s'agit du second volume de la série littéraire des Myst qui se déroulent dans le même univers que le jeu vidéo. Écrit par Rand Miller et David Wingrove et publié aux États-Unis en 1996, il a été traduit en français par François Thibaut et publié en 1997. Contrairement au roman précédent, Robyn Miller, bien que créateur de Myst avec son frère Rand, n'a pas participé directement à l'écriture du Livre de Ti'ana, il avait en effet quitté Cyan après la sortie du jeu Riven et laissé son frère diriger la série.  
Dans l'ordre chronologique, il se déroule avant le premier volume, Le livre d'Atrus, et relate les évènements survenus avant et pendant la Chute de la civilisation D'ni, au centre de la série.

## Résumé
Le récit s'articule en sept parties et raconte la jeunesse d'Aitrus et d'Anna, les grands-parents d'Atrus, le personnage non-joueur principal des jeux. Il explique les conditions dans lesquelles Anna découvrit la Cité D'ni et comment celle-ci fût ravagée par la peste.
Aitrus, jeune aspirant de la Guilde des Géologues sous la tutelle de Maître Télanis, participe au grand projet du Conseil D'ni de relier la Cité D'ni, bâtie dans une immense cavité souterraine sous un désert du Nouveau-Mexique, à la surface de la Terre pour voir si celle-ci est habitée. Alors que les travaux arrivaient à leur fin, un violent séisme endommage grandement les galeries creusées et le Conseil décide de stopper les expéditions. C'est pendant ce tremblement de terre que Aitrus sauva la vie de Véovis, le fils de l'un des Cinq Princes dirigeant le Conseil.
Un demi-siècle plus tard, à la surface, la jeune Anna accompagne son père géologue dans les déserts du Nouveau-Mexique pour cartographier la région. Ils y observent d'étranges phénomènes comme des cercles de roche apparus en plein désert (et qui résulte en réalité des travaux des D'ni). La vie d'Anna est bouleversée lorsque son père meurt brutalement. Seule et perdue, elle décide alors d'explorer la galerie près de laquelle elle avait trouvé d'étranges roches. Au bout de plusieurs jours d'exploration elle découvre la Cité D'ni et est emprisonnée par les gardes de la cité.
L'arrivée d'Anna fait grand bruit à D'ni (qui découvre que d'autres peuples existent à la surface de la planète) et crée une importante polémique pour savoir si un contact doit être établi avec les humains. Durant son emprisonnement, Anna apprend la langue des D'ni et leur culture, elle découvre notamment leur Art de créer des mondes parallèles, appelés « Âges », et de voyager entre eux grâce à des « livres de liaison », ce qui a permis à la civilisation D'ni de prospérer malgré le fait que leur Cité soit construite plusieurs kilomètres sous terre. Anna est amenée devant le Conseil dans lequel est maintenant présent Aitrus et Véovis. Le Conseil refuse d'établir un contact avec la surface après qu'Anna leur ait expliqué tous les défauts qu'ils avaient mais l'autorise à rester vivre avec les D'ni en raison de sa franchise et de sa sincérité. Elle se retrouve alors logée chez Aitrus avec lequel elle noue rapidement de forts liens affectifs. Cependant, ce rapprochement entre Aitrus et Anna, déplaît à Véovis qui voit toujours Anna comme une intruse et qui est furieux à l'idée qu'Aitrus lui enseigne l'Art de l'Écriture.
Les années passent et Aitrus et Anna ont un fils, Gehn. Pendant ce temps, la haine de Véovis pour son ancien ami a grandi. Il se fait endoctriner par A'Gaeris, un ancien criminel qui souhaite se venger de la Guilde des Écrivains qui l'a banni, mettant en place une gigantesque machination pour faire chuter D'ni. Après avoir planifié une incarcération de quatre ans pour Véovis afin de décupler sa haine, A'Gaeris le fait libérer et ensemble commettent une série d'attentats qui fera condamner Véovis à mort. Mais Anna plaide en sa faveur et demande au Conseil que la peine de mort soit remplacée par l'exil, ce qu'il accepte. A'Gaeris parviendra à libérer Véovis et ils reviennent tous les deux à D'ni et y répandent un virus mortel. Ils tenterons également de contaminer le plus grand nombre d'Âges où se sont réfugiés les D'ni mais Véovis décide d'épargner celui sur lequel s'est réfugié la famille d'Aitrus. Cependant, Aitrus est tout de même contaminé. Il décide alors de retourner à D'ni avec Anna et Gehn où il retrouve Véovis poignardé par A'Gaeris qui kidnappe Anna et son fils. Aitrus se sacrifiera pour amener le meurtrier dans un Âge instable au bord de l'autodestruction et Anna repartit en direction de la surface avec Gehn, laissant derrière elle une cité dont elle a indirectement entrainé la chute.

## Liste des parties
Myst : Le Livre de Ti'ana est découpé en sept parties qui se concentrent sur certains personnages ou certaines périodes.
- Première partie : Échos dans la roche
- Deuxième partie : De pierre, de poussière et de cendre
- Troisième partie : Lignes de failles
- Quatrième partie : Gemedet
- Cinquième partie : Le Philosophe
- Sixième partie : L'île
- Septième partie : Les derniers jours
- Épilogue

## Réception
Tout comme le premier volume de la série, Le Livre de Ti'ana reçu un accueil mitigé à bon par la critique et bon à très bon par les lecteurs. Il obtient notamment la note de 9,5/10 sur le site Booknode, de 7,910 sur le site SensCritique et la note de 3,5/5 sur le site Babelio.